# Liste der Monuments historiques in Doulaincourt-Saucourt
Die Liste der Monuments historiques in Doulaincourt-Saucourt führt die Monuments historiques in der französischen Gemeinde Doulaincourt-Saucourt auf.

## Liste der Immobilien
| Bezeichnung            | Beschreibung                   | Standort                                     | Kennzeichnung | Schutzstatus | Datum | Bild           |
| ---------------------- | ------------------------------ | -------------------------------------------- | ------------- | ------------ | ----- | -------------- |
| Maison de Montrol      | von Türmen eingefasstes Portal | Doulaincourt, rue Toupot-de-Beveaux (Lage)   | PA00079053    | Inscrit      | 1980  | weitere Bilder |
| Brücke über den Rognon | 1789 erbaut                    | Doulaincourt, route de Froncles (Lage)       | PA52000006    | Inscrit      | 1996  |                |
| Kirche St-Martin       | zwischen 1732 und 1737 erbaut  | Doulaincourt, place Charles-de-Gaulle (Lage) | PA00079298    | Inscrit      | 1990  | weitere Bilder |

## Liste der Objekte
| Bezeichnung                | Beschreibung | Standort                                     | Kennzeichnung | Schutzstatus | Datum | Bild           |
| -------------------------- | --- | -------------------------------------------- | ------------- | ------------ | ----- | -------------- |
| Marienretabel              | Stein und Stuck, farbig gefasst, 1738 von Jacques-François und Jean-Baptiste Marca                                      | Doulaincourt, in der Kirche St-Martin (Lage) | PM52000414    | Classé       | 1974  | weitere Bilder |
| Orgel                      | Haupteintrag für PM52000416                                                                                             | Doulaincourt, in der Kirche St-Martin (Lage) | PM52001491    | Classé       | 1979  | weitere Bilder |
| Instrumentalteil der Orgel | um 1865 von Aristide Cavaillé-Coll gebaut                                                                               | Doulaincourt, in der Kirche St-Martin (Lage) | PM52000416    | Classé       | 1979  | weitere Bilder |
| Kruzifixus                 | Elfenbein, 18. Jahrhundert                                                                                              | Doulaincourt, in der Kirche St-Martin (Lage) | PM52000415    | Classé       | 1974  |                |
| Rochusretabel              | Stein und Stuck, farbig gefasst, 1738 von Jacques-François und Jean-Baptiste Marca                                      | Doulaincourt, in der Kirche St-Martin (Lage) | PM52000413    | Classé       | 1974  | weitere Bilder |
| Kanzel                     | Holz, bemalt, erste Hälfte des 18. Jahrhunderts                                                                         | Doulaincourt, in der Kirche St-Martin (Lage) | PM52001779    | Inscrit      | 1974  | weitere Bilder |
| Hauptaltar                 | Retabel mit zwei Skulpturen; Marmor, Stein und Stuck, farbig gefasst, 1738 von Jacques-François und Jean-Baptiste Marca | Doulaincourt, in der Kirche St-Martin (Lage) | PM52000412    | Classé       | 1974  | weitere Bilder |